# Smaranda Brăescu
Smaranda Brăescu, född 1897, död 1948, var den första kvinnliga fallskärmsjägaren i Rumänien, och en av de första i världen. 